# Чемпионат мира по настольному теннису 1959
Чемпионат мира по настольному теннису 1959 года прошёл с 27 марта по 5 апреля в Дортмунде (ФРГ).

## Медали

### Команды
| Пол     | Золото                                                                    | Серебро                                                                                | Бронза                                                                   |
| ------- | ------------------------------------------------------------------------- | -------------------------------------------------------------------------------------- | ------------------------------------------------------------------------ |
| Мужчины | Япония · Нобуя Хосино · Тэруо Мураками · Сэйдзи Нарита · Итиро Огимура    | Венгрия · Золтан Берцик · Ласло Фёльди · Золтан Бубоньи · Ласло Пигницки · Ференц Шидо | Китай · Ху Пинчуань · Цзян Юннин · Фу Цифан · Ван Чуаньяо · Чжуан Цзяфу  |
| Мужчины | Япония · Нобуя Хосино · Тэруо Мураками · Сэйдзи Нарита · Итиро Огимура    | Венгрия · Золтан Берцик · Ласло Фёльди · Золтан Бубоньи · Ласло Пигницки · Ференц Шидо | Южный Вьетнам · Ле Ван Тьет · Май Ван Хоа · Чан Кань Дыок · Чан Ван Льеу |
| Женщины | Япония · Фудзиэ Эгути · Кимиё Мацудзаки · Таэко Намба · Кадзуки Ямаидзуми | Республика Корея · Чо Гёнджа · Чой Гёнджа · Хван Юлджа · Ли Чонхи                      | Китай · Цю Чжунхуэй · Сунь Мэйин · Е Пэйцюн                              |

### Спортсмены
| Разряд                   | Золото                        | Серебро                            | Бронза                       |
| ------------------------ | ----------------------------- | ---------------------------------- | ---------------------------- |
| Мужской одиночный разряд | Жун Готуань                   | Ференц Шидо                        | Ричард Майлс                 |
| Мужской одиночный разряд | Жун Готуань                   | Ференц Шидо                        | Итиро Огимура                |
| Женский одиночный разряд | Кимиё Мацудзаки               | Фудзиэ Эгути                       | Цю Чжунхуэй                  |
| Женский одиночный разряд | Кимиё Мацудзаки               | Фудзиэ Эгути                       | Эва Коциан                   |
| Мужской парный разряд    | Тэруо Мураками Итиро Огимура  | Ладислав Штипек Лудвик Выгнановски | Золтан Берцик Ласло Фёльди   |
| Мужской парный разряд    | Тэруо Мураками Итиро Огимура  | Ладислав Штипек Лудвик Выгнановски | Ханс Альсер Оке Ракелль      |
| Женский парный разряд    | Таэко Намба Кадзуки Ямаидзуми | Фудзиэ Эгути Кимиё Мацудзаки       | Диэйн Роув Энн Хейдон        |
| Женский парный разряд    | Таэко Намба Кадзуки Ямаидзуми | Фудзиэ Эгути Кимиё Мацудзаки       | Цю Чжунхуэй Сунь Мэйин       |
| Микст                    | Итиро Огимура Фудзиэ Эгути    | Тэруо Мураками Кимиё Мацудзаки     | Ван Чуаньяо Сунь Мэйин       |
| Микст                    | Итиро Огимура Фудзиэ Эгути    | Тэруо Мураками Кимиё Мацудзаки     | Золтан Берцик Гизелла Лантош |